# Flexicalymene
Flexicalymene – rodzaj stawonogów z wymarłej gromady trylobitów, z rzędu Phacopida. Żył w okresie ordowiku i syluru.
Gatunki:
- Flexicalymene meeki, Ohio, Kentucky & Indiana
- Flexicalymene retrorsa, Ohio, Kentucky & Indiana
- Flexicalymene granulosa, Ohio, Kentucky & Quebec
- Flexicalymene senaria, Quebec
- Flexicalymene croneisi, Ontario
- Flexicalymene tazarensis, Maroko
- Flexicalymene ouzregui, Maroko